# Allehelgens Kirke
Allehelgens Kirke er en kirke på Amager, beliggende på Ungarnsgade i Københavns Stift. Kirken blev indviet den 25 september 1932. Den var som så mange andre kirker et resultat af indsamlinger foretaget af Københavns Kirkefond, der sidst i 1800-t købte den grund, som kirken senere blev bygget på. Byggegrunden blev i 1923 stillet til rådighed for Nathanaels Kirke i Holmbladsgade med henblik på en opdeling af sognet, som var ved at blive for stort. Byggeopgaven blev betroet arkitekt Thomas Havning (1891-1976), som foreslog en underjordisk kryptkirke. Han var også arkitekt på den næste kirke på stedet. Grundstenen blev lagt i 1924, og byggesummen blev 122.000 kr. Da bygningen var færdig, vakte den en del uro, idet den kun hævede sig et par meter over jorden og lå en åben mark.
Den tiltagende bebyggelse af høje boligblokke rundt om kirken skabte i 1928 et ønske i menigheden om at få en rigtig kirkebygning med 550 siddepladser, som kom til at koste 280.000 kr. Kirken blev snart et samlingspunkt for Oxfordgruppebevægelsen, som var fremherskende i perioden op til 2. verdenskrig. Kirken undergik en kraftig renovering i 1977-1978. Blandt kirkens mere kendte præster (1976-1979) kan nævnes salmedigteren Hans Anker Jørgensen. Sognet har ca. 9.000 indbyggere. En gruppe af herboende kristne filippinere benytter kirken som samlingssted.

## Eksterne kilder og henvisninger
- Sognets side hos www.sogn.dk
- Festskrift i anledning af Allehelgens Kirkes 75 års jubilæum (2007).
- Allehelgens Kirke hos KortTilKirken.dk